# Ожаров
Ожаров (пољ. Ożarów) је град у Пољској у Војводству Светокришком у Повјату Опатовском. Према попису становништва из 2011. у граду је живело 4.849 становника.

## Становништво
Према прелиминарним подацима са пописа, у граду је 2011. живело 4.849 становника.
| 2002. | 2011. | 2012. |
| ----- | ----- | ----- |
| 5.110 | 4.849 | 4.760 |